# 矢沢正雄
矢沢 正雄（やざわ まさお、1915年5月15日 - 2004年12月11日）は、日本の陸上競技（短距離走）選手。

## 生涯
旧制鎌倉中学校（現在の鎌倉学園高等学校）卒業後、専修大学に入学。
1935年、日本陸上競技選手権大会の男子200mで優勝（21秒8）。
1936年ベルリンオリンピックで日本代表選手となり、男子200メートル競走と400メートルリレー走に出場。予選通過はならなかった。
1937年、日本陸上競技選手権大会で100m・200mの2種目で優勝。
1939年、専修大学は箱根駅伝（第20回大会）を制覇したが、この時の陸上競技部主将が矢沢である。また、日本学生陸上競技対校選手権大会の200メートル競走での記録は、2005年時点でも専修大学記録として残っていた。

## 備考
ベルリンオリンピックから帰国後は、自宅前が観光名所になるほどの人気を集めたという。
女優原節子との関係でも知られる。1936年、『新しき土』撮影のためドイツに向かうことになった原に、矢沢がドイツ事情についてアドバイスしたことがきっかけで、出征中の矢沢と文通が続いた。しかし、矢沢の父が結婚に猛反対し、関係は潰えたという。